# 루돌프 황태자의 마지막 사랑
《루돌프 황태자의 마지막 사랑》(독일어: Kronprinz Rudolfs letzte Liebe)는 2006년에 개봉한 오스트리아, 프랑스, 독일, 이탈리아 합작의 영어 텔레비전 영화로 로베르트 도른헬름 감독의 작품이다. 등급은 독일판 기준으로 12세 이상 관람가이다. 총 상영 시간은 180분(축소판은 105분)이다.
오스트리아-헝가리 제국의 루돌프 폰 외스터라이히웅가른 황태자가 마리 폰 베체라와 연인 관계를 맺었지만 부왕인 프란츠 요제프 1세 황제와 대립한 이후에 마이얼링 별장에서 마리 폰 베체라와 동반 자살하는 내용을 담고 있다. 공교롭게도 이 영화에서 루돌프 황태자의 장모였던 마리 헨리에테 폰 외스터라이히 역할을 맡은 프란체스카 티센보르네미차는 실제로 루돌프 황태자의 5촌 조카였던 카를 1세 황제의 손자인 카를 합스부르크로트링겐의 아내이기도 하다.

## 출연진
- 막스 폰 툰 - 루돌프 폰 외스터라이히웅가른 황태자
- 비토리아 푸치니 - 마리 폰 베체라
- 클라우스 마리아 브란다워 - 프란츠 요제프 1세
- 산드라 체카렐리 - 엘리자베트 폰 외스터라이히웅가른 황후
- 프리츠 카를 - 요한 잘바토어 폰 외스터라이히토스카나 대공
- 오마 샤리프 - 한스 카논
- 비르기트 미니히마이어 - 미치 카스파르
- 요아힘 크롤 - 모리츠 슈체프스
- 율리아 옌치 - 사라
- 다니엘라 골파신 - 스테파니 드 벨지크 왕녀
- 알렉산드라 판더르누트 - 헬레네 베체라
- 크리스티앙 클라비에 - 에두아르트 타페
- 로베르트 슈타들로버 - 빌헬름 2세
- 볼프강 뵈크 - 요제프 브라트피시
- 니콜라우스 파릴라 - 요한 로스체크
- 카를 마르코비츠 - 그라프 봄벨레스
- 볼프강 휘브슈 - 프리드리히 추 슈바르첸베르크
- 프란체스카 티센보르네미차 - 마리 헨리에테 폰 외스터라이히